# مارتي بيرنز
مارتي بيرنز (بالإنجليزية: Marty Byrnes)‏ مواليد 30 أبريل 1956 في سيراكيوز، هو لاعب كرة سلة أمريكي معتزل. بدأ مسيرته الاحترافية في سنة 1978. تم اختياره من قبل فريق فينيكس صنز خلال الدرافت. يبلغ طوله 6 قدم 7 بوصة (2.0 م). اعتزل اللعب في 1988. فاز بلقب دوري إن بي إيه. أحرز خلال مسيرته في الإن بي إيه 1495 نقطة بمعدل 5.7 نقاط في المباراة الواحدة.

## المسيرة الاحترافية
لعب مع فينيكس صنز في موسم 1978–1979، ثم لعب مع يوتا جاز في سنة 1979، ثم لعب مع لوس أنجلوس ليكرز في موسم 1979–1980، ثم لعب مع دالاس مافيريكس في موسم 1980–1981، ثم لعب مع إنديانا بايسرز في موسم 1982–1983، ثم لعب مع فيرتوس بالاكانسترو بولونيا في موسم 1986–1987.

## روابط خارجية
- مارتي بيرنز على موقع إن بي أي (الإنجليزية)
- مارتي بيرنز على موقع سبورتس رفرنس (الإنجليزية)
- مارتي بيرنز على موقع كلية كرة السلة في سبورتس رفرنس.كوم (الإنجليزية)
- مارتي بيرنز على موقع ريلجم (الإنجليزية)
- مارتي بيرنز على موقع بروبوليرز (الإنجليزية)